# Pharaoh (phim)
Pharaoh (tiếng Ba Lan: Faraon) là bộ phim lịch sử Ai Cập cổ của Ba Lan, do Jerzy Kawalerowicz đạo diễn, quay từ 1962 cả ở châu Âu, Á và Phi, và công chiếu năm 1966, dựa theo tiểu thuyết nổi tiếng của Bolesław Prus. Phim được đề cử giải Oscar phim tiếng nước ngoài hay nhất, và công chiếu tại Liên hoan phim Cannes- đề cử giải Cành cọ vàng, và giành giải thưởng nhà nước Ba Lan. Phim thu hút hơn 9,4 triệu lượt người xem năm 1966 tại Ba Lan, bộ phim ăn khách nhất năm.

## Nhân vật và diễn viên
- Ramses XIII and Lykon: Jerzy Zelnik
- Herhor: Piotr Pawłowski
- Pentuer: Leszek Herdegen
- Thutmose: Emir Buczacki
- Ennana: Ryszard Ronczewski
- Fellah: Jerzy Block
- Sara: Krystyna Mikołajewska
- Ramses XII: Andrzej Girtler
- Nitager: Wiktor Grotowicz
- Queen Nikotris: Wiesława Mazurkiewicz
- Berossus: Kazimierz Opaliński
- Mefres: Stanisław Milski
- Mentezufis: Józef Czerniawski
- Dagon: Edward Rączkowski
- Rabsun: Marian Nosek
- Hiram: Alfred Łodziński
- Kama: Barbara Brylska
- Sargon: Jarosław Skulski
- Tehenna: Leonard Andrzejewski
- Nữ tu tại xác ướp of Ramses XII: Lucyna Winnicka
- Keeper of the Labyrinth: Bohdan Janiszewski
- Samentu: Mieczysław Voit
- Hebron: Ewa Krzyżewska
- Các diễn viên chính khác: Bronisław Dardziński, Jerzy Fidler, Jerzy Kozłowski